# Sebastián Abreu
Washington Sebastián Abreu Gallo (wym. [seβasˈtjan aˈβɾeu]; ur. 17 października 1976 w Minas) – urugwajski piłkarz występujący na pozycji napastnika. Jego pseudonim to „El Loco” (Szalony).
Razem z reprezentacją Urugwaju brał udział w Mistrzostwach Świata 2002 w Japonii i Korei oraz 2010 w RPA. Wywalczył również I miejsce podczas turnieju Copa América 2011.
Rozegrał w kadrze 70 meczów i strzelił 27 goli.
Posiadacz rekordu Guinnessa pod względem największej liczby reprezentowanych klubów podczas kariery (29).
Podczas swojej kariery występował w drużynach z 10 krajów – Urugwaju (4 kluby), Argentyny (3), Hiszpanii (2), Brazylii (5), Meksyku (7), Izraela (1), Grecji (1), Ekwadoru (1), Paragwaju (1), Salwadoru (1) i Chile (3).
Jego syn Diego Abreu również jest piłkarzem, występuje w młodzieżowych reprezentacjach Meksyku.